# Bầu cử tổng thống Phần Lan 2024
Bầu cử tổng thống Phần Lan 2024 (tiếng Phần Lan: Suomen presidentinvaali 2024) dự kiến sẽ được tổ chức vào ngày 28 tháng 1 năm 2024. Tổng thống đương nhiệm Sauli Niinistö không thể tái tranh cử vì đã làm tổng thống tối đa hai nhiệm kỳ (theo hiến pháp). Tổng thống được bầu trong năm 2024 sẽ là tổng thống thứ mười ba của Phần Lan.

## Thăm dò ý kiến

### Ứng cử viên tiềm năng
|                       |                      |                |                 |                 |                  |             |                 |                |           |                |                |      |                 |       |       |
| Katainen NCP          | Stubb NCP            | Vapaavuori NCP | Haavisto Greens | Halla-aho Finns | Huhtasaari Finns | Rehn Centre | Vanhanen Centre | Heinäluoma SDP | Marin SDP | Urpilainen SDP | Andersson Left | Khác | Chưa quyết định |       |       |
| Taloustutkimus        | Tháng 5, 2023        | 1%             | 5%              | -               | 28%              | 6%          | 1%              | 15%            | 2%        | 1%             | 5%             | 2%   | 2%              | 29%   | –     |
| Maaseudun Tulevaisuus | 14, 19 tháng 4, 2023 | –              | 4.6%            | -               | 23.3%            | 8.5%        | –               | 10.8%          | ?%        | -              | -%             | ?%   | -%              | 10.4% | –     |
| Taloustutkimus        | 12, 19 tháng 12 2022 | –              | 7%              | -               | 25%              | 7%          | –               | 14%            | ?%        | -              | 7%             | ?%   | 2%              | 15%   | –     |
| Taloustutkimus        | 2, 7 tháng 12, 2022  | –              | 4.5%            | 4%              | 17.3%            | 5.8%        | –               | 13.7           | ?%        | -              | ?%             | ?%   | -%              | 7%    | –     |
| Taloustutkimus        | Tháng 3, 2022        | –              | 4%              | 4%              | 16%              | 7%          | –               | 20%            | 4%        | -              | 9%             | 3%   | -%              | 7%    | –     |
| Taloustutkimus        | Tháng 7, 2021        | –              | 5%              | 4%              | 12%              | 7%          | –               | 14%            | 5%        | 3%             | 11%            | 3%   | 3%              | 10%   | –     |
| Kantar TNS            | Tháng 2, 2021        | 1%             | 2%              | 4%              | 7%               | 5%          | –               | 19%            | 4%        | 4%             | 13%            | 3%   | 1%              | 11%   | 51%   |
| Taloustutkimus        | Tháng 1, 2021        | 2%             | 4%              | 6%              | 9%               | 6%          | 2%              | 11%            | 6%        | 4%             | 16%            | 3%   | 2%              | 27%   | –     |
| Taloustutkimus        | Tháng 12, 2020       | 1%             | 5%              | 5%              | 9%               | 5%          | 2%              | 8%             | 6%        | 4%             | 16%            | 3%   | 3%              | 31%   | 3%    |
| TNS Kantar Agri       | Tháng 6,2020         | –              | –               | 5.7%            | 12.4%            | 6.2%        | –               | 11.0%          | –         | 4.7%           | 9.7%           | –    | 3.0%            | 7.6%  | 41.8% |
| TNS Kantar Agri       | Tháng 2, 2020        | –              | –               | 6%              | 18%              | 9%          | –               | 11%            | –         | 6%             | –              | –    | –               | –     | –     |
| Taloustutkimus        | Tháng 2, 2020        | 3%             | 4%              | 5%              | 22%              | 8%          | 2%              | 8%             | 4%        | 4%             | 4%             | 4%   | 4%              | 23%   | 4%    |
| Taloustutkimus        | Tháng 12, 2019       | 5%             | –               | 4%              | 17%              | 6%          | 3%              | 10%            | –         | 4%             | –              | 7%   | 7%              | 21%   | 16%   |
| Tietoykkönen          | Tháng 10, 2019       | –              | –               | 10%             | 33%              | 10%         | 4%              | 11%            | –         | 7%             | –              | 6%   | 8%              | 10%   | –     |
| Taloustutkimus        | Tháng 1, 2018        | –              | –               | 9%              | 27%              | –           | 7%              | 7%             | 4%        | 4%             | –              | 4%   | 4%              | 26%   | 9%    |

### Pekka Haavisto và Olli Rehn
| Nguồn thông tin | Ngày thăm dò     | Pekka Haavisto Independent | Olli Rehn Independent | Khác/ Chưa quyết định |
| --------------- | ---------------- | -------------------------- | --------------------- | --------------------- |
| Ilta-Sanomat    | 16 tháng 5, 2023 | 52%                        | 35%                   | 13%                   |

### Pekka Haavisto và Mika Aaltola
| Nguồn thông tin | Ngày thăm dò     | Pekka Haavisto Independent | Mika Aaltola Independent | Khác/ Chưa quyết định |
| --------------- | ---------------- | -------------------------- | ------------------------ | --------------------- |
| Ilta-Sanomat    | 16 tháng 5, 2023 | 49%                        | 35%                      | 16%                   |

### Pekka Haavisto và Alexander Stubb
| Nguồn thông tin | Ngày thăm dò     | Pekka Haavisto Independent | Alexander Stubb National Coalition Party | Khác/ Chưa quyết định |
| --------------- | ---------------- | -------------------------- | ---------------------------------------- | --------------------- |
| Ilta-Sanomat    | 16 tháng 5, 2023 | 52%                        | 30%                                      | 17%                   |

### Pekka Haavisto và Sanna Marin
| Nguồn thông tin | Ngày thăm dò     | Pekka Haavisto Độc lập | Sanna Marin Đảng Dân chủ Xã hội | Khác/ Chưa quyết định |
| --------------- | ---------------- | ---------------------- | ------------------------------- | --------------------- |
| Ilta-Sanomat    | 16 tháng 5, 2023 | 52%                    | 24%                             | 23%                   |

### Pekka Haavisto và Jutta Urpilainen
| Nguồn thông tin | Ngày thăm dò     | Pekka Haavisto Độc lập | Jutta Urpilainen Đảng Dân chủ Xã hội | Khác/ Chưa quyết định |
| --------------- | ---------------- | ---------------------- | ------------------------------------ | --------------------- |
| Ilta-Sanomat    | 16 tháng 5, 2023 | 55%                    | 21%                                  | 24%                   |

### Pekka Haavisto và Jussi Halla-aho
| Nguồn thông tin | Ngày thăm dò     | Pekka Haavisto Độc lập | Jussi Halla-aho Đảng Finns | Khác/ Chưa quyết định |
| --------------- | ---------------- | ---------------------- | -------------------------- | --------------------- |
| Ilta-Sanomat    | 16 tháng 5, 2023 | 63%                    | 25%                        | 12%                   |